# Nihoa verireti
Nihoa verireti is een spinnensoort uit de familie Barychelidae. De soort komt voor in Nieuw-Guinea.